# Kensington Arcade
Pour les articles homonymes, voir Kensington.
Kensington Arcade est une galerie marchande couverte située à Kensington, dans le centre de Londres. Elle est située sur Kensington High Street. L'entrée de la station de métro High Street Kensington se trouve dans Kensington Arcade. 

## Histoire

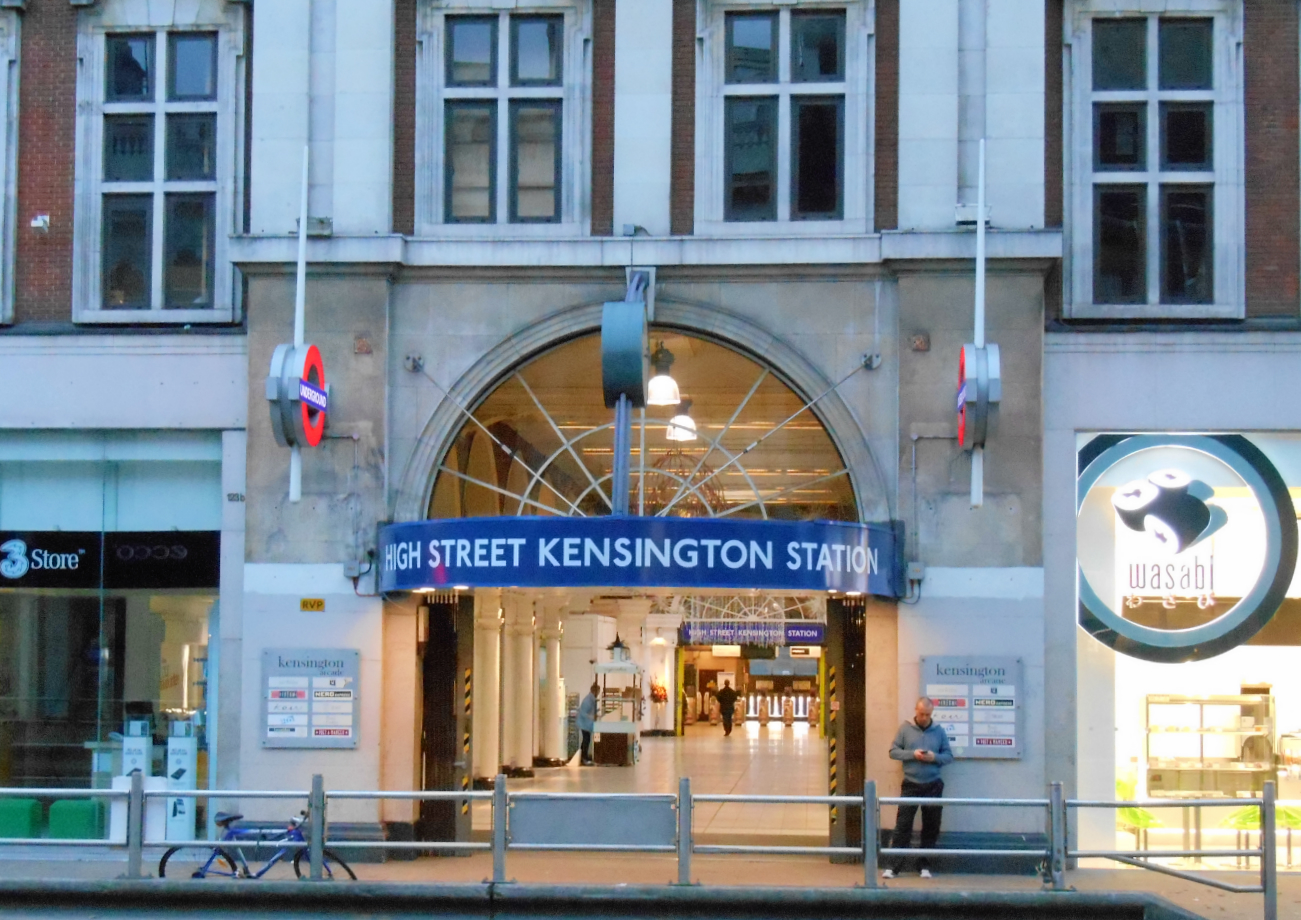
L'entrée principale de Kensington Arcade.

En août 2000, il a été révélé que MEPC plc prévoyait de vendre ses centres commerciaux, y compris Kensington Arcade, afin que l'argent puisse être réinvesti dans ses parcs d'activités dans le sud-est de l'Angleterre. La vente était estimée à 100 millions de livres sterling. 
Meadow Partners a annoncé qu'elle avait achevé une recapitalisation de Kensington Arcade, d'un coût de 100 millions de livres sterling, en mars 2011. Meadow Partners a également demandé à Paul Davis + Partners d'examiner le réaménagement de Kensington Arcade  . Un permis de construire a été obtenu pour combiner les deux unités commerciales . 
En avril 2013, Wasabi et Bill's Restaurant ont pris deux magasins à Kensington Arcade. Kamps, une chaîne de boulangerie allemande, a ouvert deux magasins à Londres en 2013 - l'un sur Tottenham Court Road et l'autre à Kensington Arcade. 